# Son Of Bllleeeeaaauuurrrrgghhh!
Son Of Bllleeeeaaauuurrrrgghhh! è la seconda compilation prodotta dall'etichetta statunitense diy Slap A Ham  Records  di Chris Dodge bassista e voce di diversi gruppi della scena hardcore/powerviolence degli anni 90 come Spazz, Despise You, Stikky, Lack Of interest, Infest, Hellnation.
Segue la prima compilation Bllleeeeaaauuurrrrgghhh! - The Record uscita nel 1991

## Il disco
Il disco in formato 7" - 33 ⅓ RPM è uscito nel 1992, dura 15 minuti e 45 secondi e conta 69 canzoni per 52 bands, tra queste i Capitalist Casualties, i Disrupt, i Rupture, i Cripple Bastards, i Plutocracy, gli Hiatus, i Man Is The Bastard, i Crossed Out, i Melvins, i Phobia, i Resist, i Destroy e i Patareni. 
Alla questa compilation seguirà nel 1998 Bllleeeeaaauuurrrrgghhh! - A Music War  
Nel 2007 l'etichetta messicana Goatsucker Records ha ripubblicato i 3 volumi di Bllleeeeaaauuurrrrgghhh! su cd, nella ristampa Bllleeeeaaauuurrrrgghhh! - The CD.